# Бабкин, Николай Григорьевич
Никола́й Григо́рьевич Ба́бкин (14 февраля 1936–29 декабря 2018) — тракторист, Герой Социалистического Труда (8.4.1971).

## Биография
Родился в 1936 году в украинской семье на территории современной Луганской области.
С 1958 года работал механизатором колхоза имени Шевченко Новопсковского района Ворошиловградской (ныне — Луганской) области. Одним из первых создал и возглавил механизированное звено. В 1966 году получил урожай 54 центнера кукурузы с гектара и был награждён орденом Ленина. В дальнейшем даже в неблагоприятных погодных условиях получал урожаи до 40 центнеров кукурузы на зерно с гектара.
Указом Президиума Верховного Совета СССР от 8 апреля 1971 года за выдающиеся успехи, достигнутые в развитии сельскохозяйственного производства, и выполнение пятилетнего плана продажи государству продуктов земледелия и животноводства Бабкину Николаю Григорьевичу присвоено звание Героя Социалистического Труда с вручением ордена Ленина и золотой медали «Серп и Молот».
В последующие годы продолжал работать звеньевым. Избирался депутатом сельского и районного советов.

## Награды
- орден Ленина (30.4.1966)
- звание Героя Социалистического Труда (8.4.1971) с вручением ордена Ленина и золотой медали «Серп и Молот»
- бронзовая медаль ВДНХ
- почётный гражданин Новопсковского района Луганской области (2006)[1].